# St.-Maria-Magdalenenkloster (Schleswig)
Das St.-Maria-Magdalenenkloster war ein Dominikanerkloster in Schleswig. Es bestand von 1239 bis 1529. Die Gebäude sind nicht erhalten.

## Geschichte
Für die Gründung des Dominikanerklosters in Schleswig wird in der ältesten Quelle, den Annales Sigtunenses aus der damaligen schwedischen Bischofsstadt Sigtuna, das Jahr 1239 genannt. Es war damit die zweite Niederlassung eines Bettelordens in der Stadt. Die Dominikaner errichteten Kirche und Klausur am Hafen unweit des Dombezirks. Dafür wurden Überreste einer aufgegebenen Hafensiedlung samt Anlegebrücke überbaut, wie in Grabungen nachgewiesen werden konnte. Poul Cypræus schilderte die Gebäude, die er möglicherweise als Junge noch gesehen hatte, als prächtig. In unmittelbarer Nähe befand sich die heute ebenfalls nicht mehr existierende Nikolaikirche aus dem 11. Jahrhundert, wohl die Pfarrkirche der aufgegebenen Siedlung.
1250 wurde die Leiche des bei Missunde ermordeten Königs Erik IV. Plovpenning zunächst im Dominikanerkloster beigesetzt, jedoch schon nach kurzer Zeit in den Schleswiger Dom und 1258 in die St.-Bendts-Kirche in Ringsted, die Grablege der Familie, überführt.
1426 wurde ein Teil des Klostergeländes für den Bau der Stadtbefestigung mit dem Südtor verwendet. Das Kloster beanspruchte deshalb die Toranlage oder zumindest das Schlüsselrecht für sich. 1449 tagte das Provinzialkapitel des Dominikanerordens in Schleswig. In diesem Zusammenhang ist erstmals das Patrozinium der Heiligen Maria Magdalena nachweisbar.
Anfang des 16. Jahrhunderts stiftete Herzog Friedrich dem Kloster Geld für Seelmessen für die Gefallenen der Schlacht von Hemmingstedt. Das Kloster, das sich wenige Jahrzehnte zuvor der observanten Congregatio Hollandiae angeschlossen hatte, war wohlhabend genug, um seinerseits dem Herzog zu leihen. Im Verlaufe der Reformation wurde das Dominikanerkloster wie auch das Franziskanerkloster 1528/29 aufgehoben. In den folgenden Jahrzehnten wurden die Gebäude vollständig abgetragen.
Das wüste Gelände übertrug Herzog Adolf 1565 seinem Kanzler Adam Tratziger. Bei Bauarbeiten in den folgenden Jahrhunderten kamen immer wieder Knochen zum Vorschein, die von Begräbnissen in und bei der Klosterkirche stammen.